# Sečoveljské soliny
Sečoveljské soliny (slovinsky Sečoveljske soline, italsky Saline di Sicciole) jsou největší slovinské solné pánve.

## Poloha a rozloha
Soliny leží u obce Sečovlje při ústí řeky Dragonji, přímo u sporné státní hranice s Chorvatskem. Jejich rozloha je asi 650 ha. Jedná se o nejseverněji položené soliny ve Středozemním moři. Geograficky jsou součástí Piranského zálivu. Katastrálně náleží k Piranu.

## Těžba soli
Tradiční období výroby soli začíná 23. dubna a končí 24. srpna (jedná se o významné církevní svátky sv. Jiří, respektive sv. Bartoloměje). Pro výrobu soli je nejvhodnější slunečné počasí s mírným větrem. Sůl se získává tradičním způsobem v kaskádě solných polí, propojených soustavou kanálů. Voda je usměrňována pomocí stavidel a čerpadel, částečně se využívá i samospád. V letních měsících se v jednotlivých polích mořská voda odpařuje a sůl postupně krystalizuje. Poté je svezena na hromady, v této fázi se z ní odcedí zbylá voda. Nakonec je ručně sbírána a pomocí vozíků svážena.

## Historie a současnost
Soliny vznikly v karolinské době. První zmínky o výrobě soli pocházejí z roku 804. Od té doby se zde sůl vyrábí nepřetržitě až do současnosti. Dodnes jsou v areálu solin ruiny domků někdejších těžařů soli. Jeden z nich je dnes upraven na muzeum těžby soli.
Areál solin je přístupný veřejnosti, jedna z přístupových cest vede přímo od hraničního přechodu s Chorvatskem Sečovlje-Plovanija.

## Ochrana přírody
Část areálu bývalých solin byla prohlášena přírodní rezervací. Dlouhotrvající činnost člověka tu pomohla vytvořit unikátní solný ekosystém, ve kterém se daří vzácným halofilním rostlinám.
Rezervace je též domovem několika stovek druhů ptáků, například racka středomořského nebo volavky stříbřité, která se stala symbolem zdejších solin. Z dalších obratlovců se tu vyskytuje například bělozubka nejmenší.

## Fotogalerie

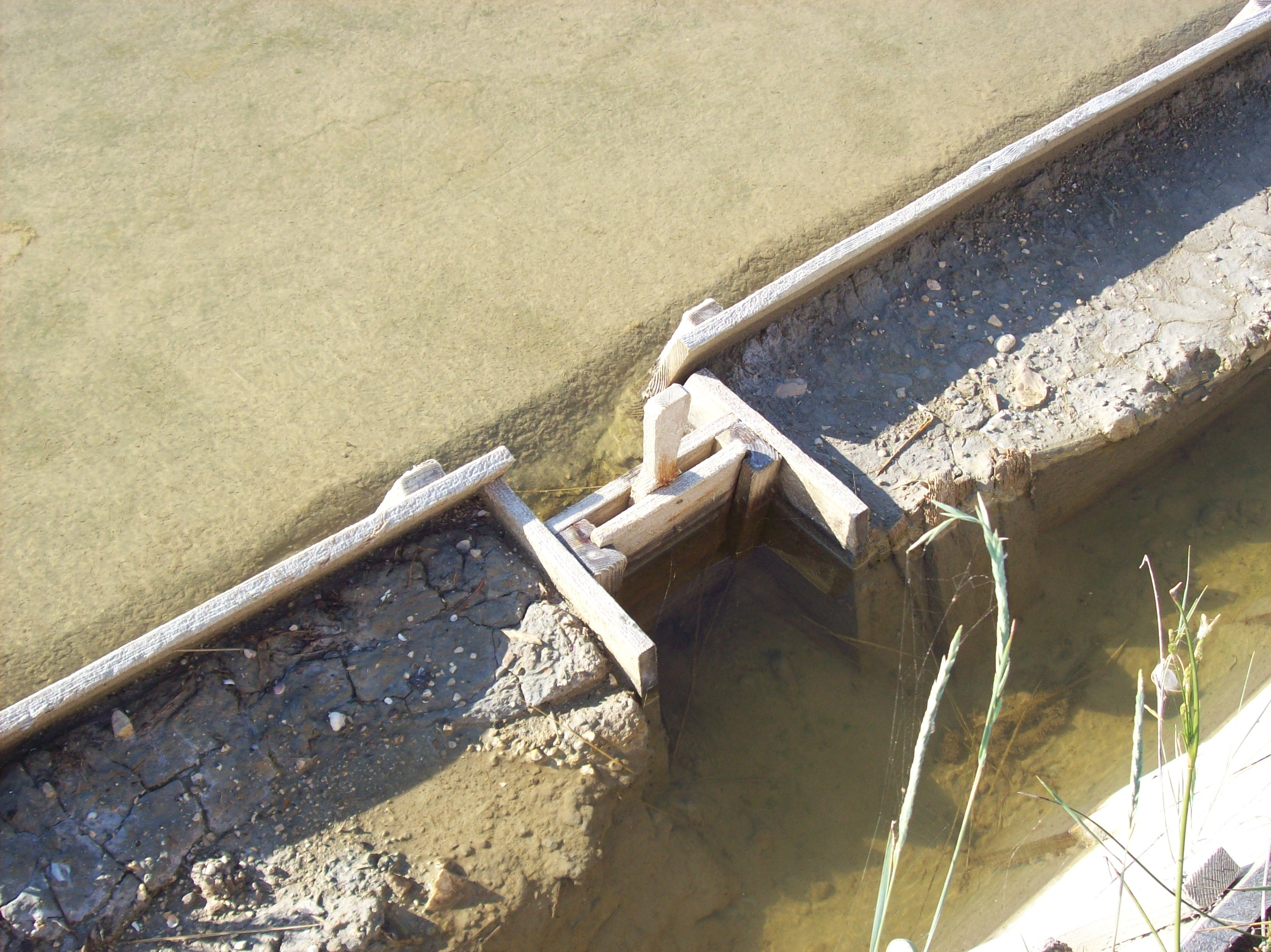
Stavidlo
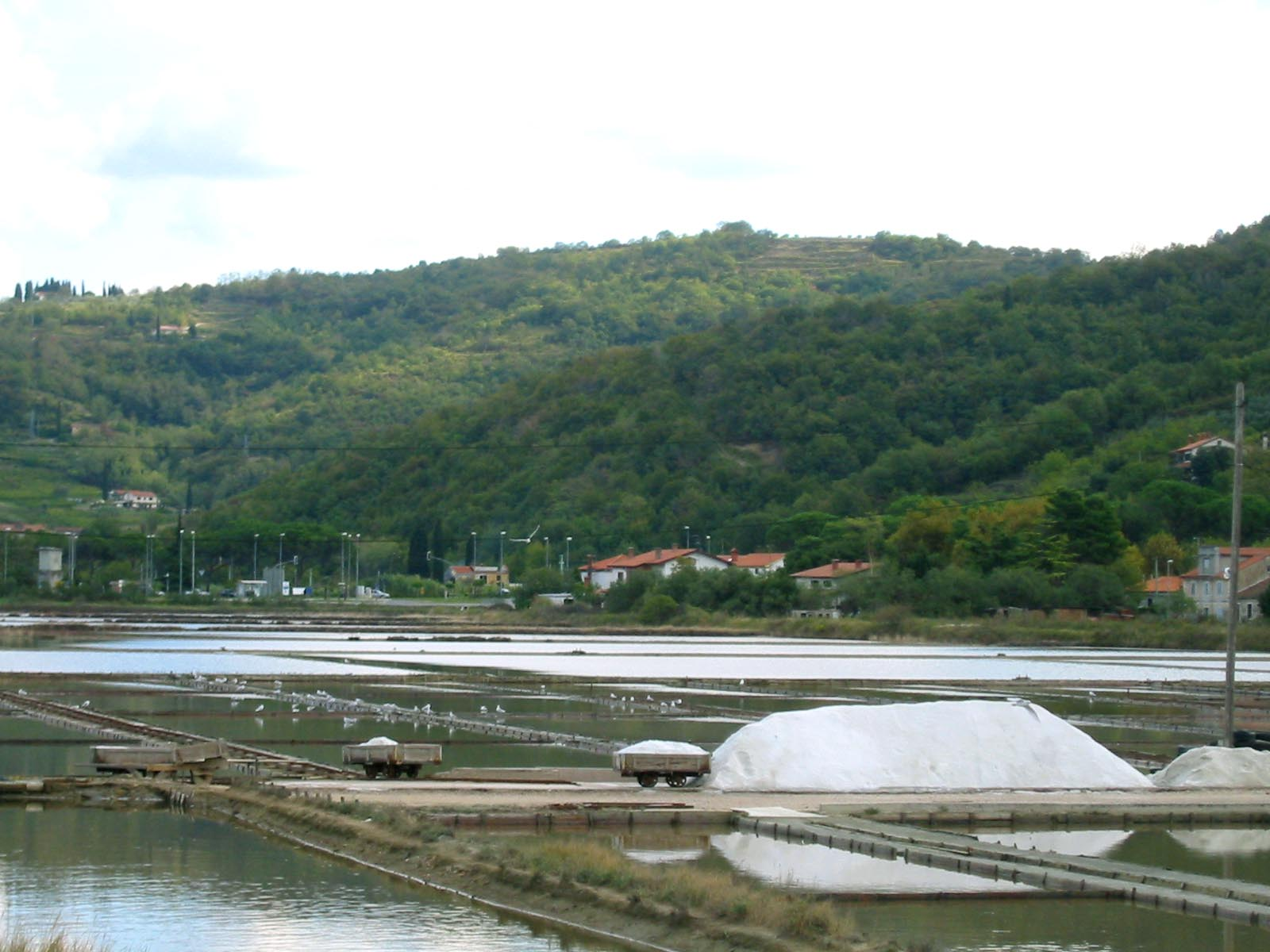
Svážení soli
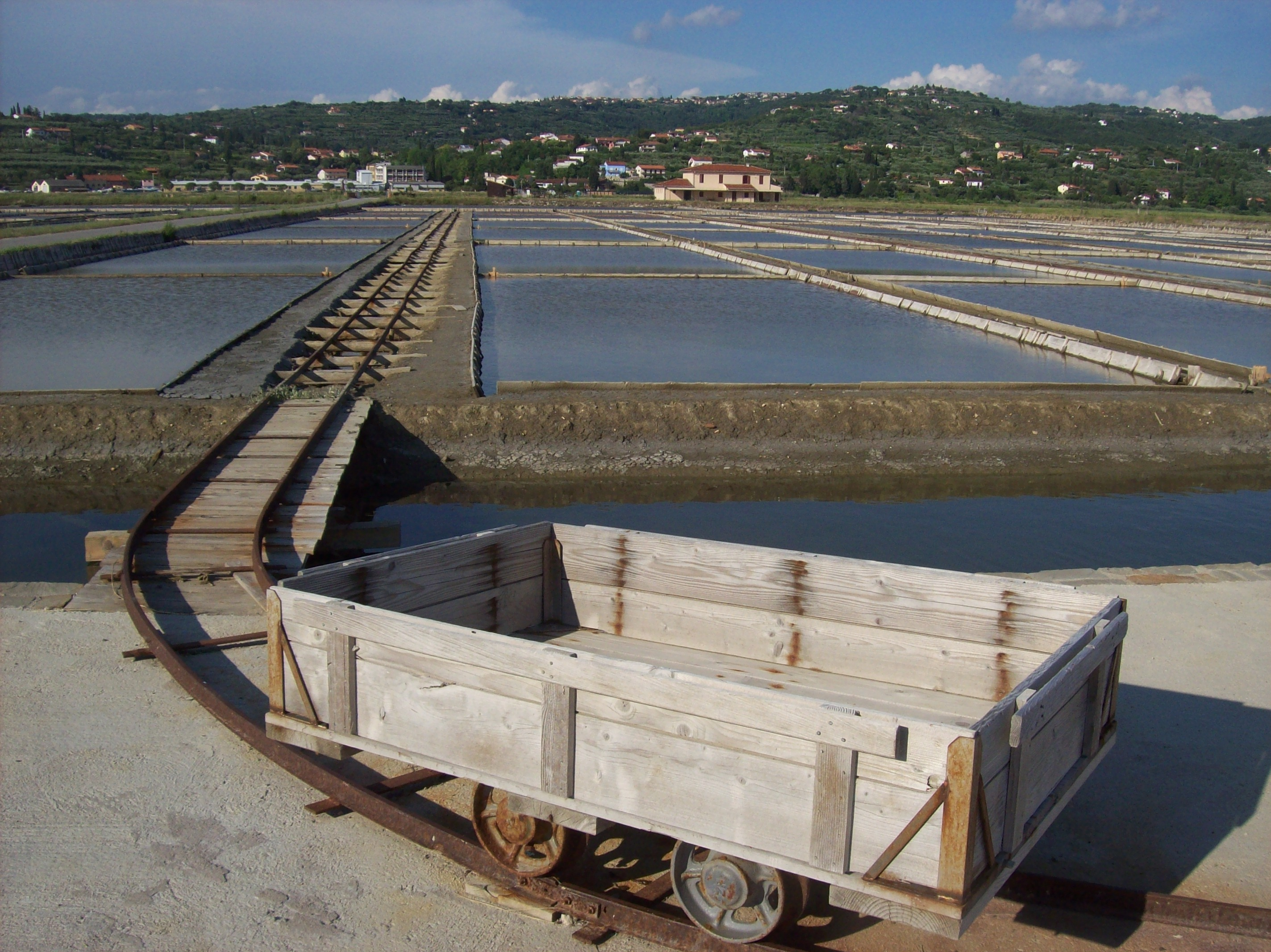
Vozík na svážení soli
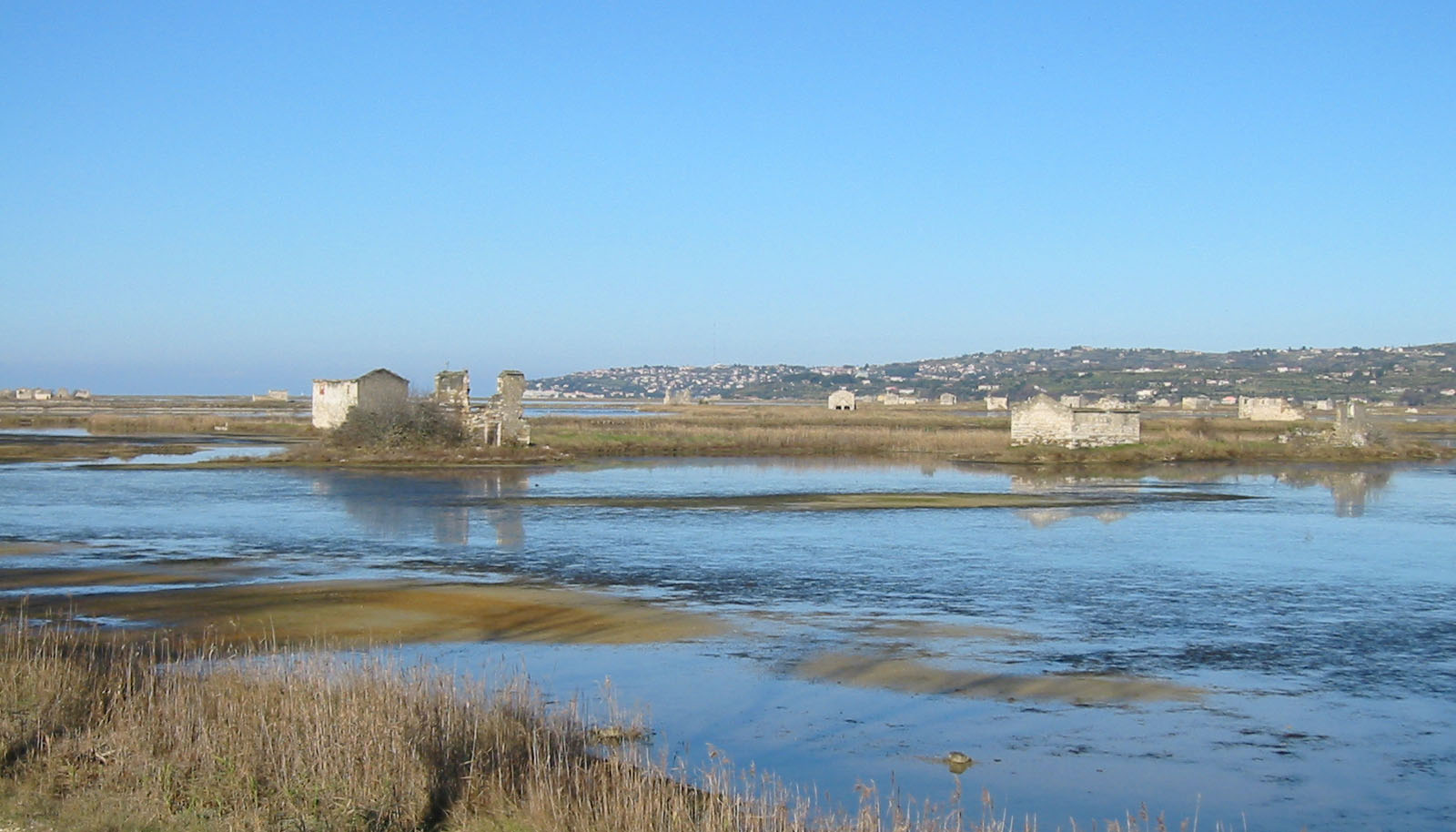
Domky těžařů